# St. Georg (Küsnacht)

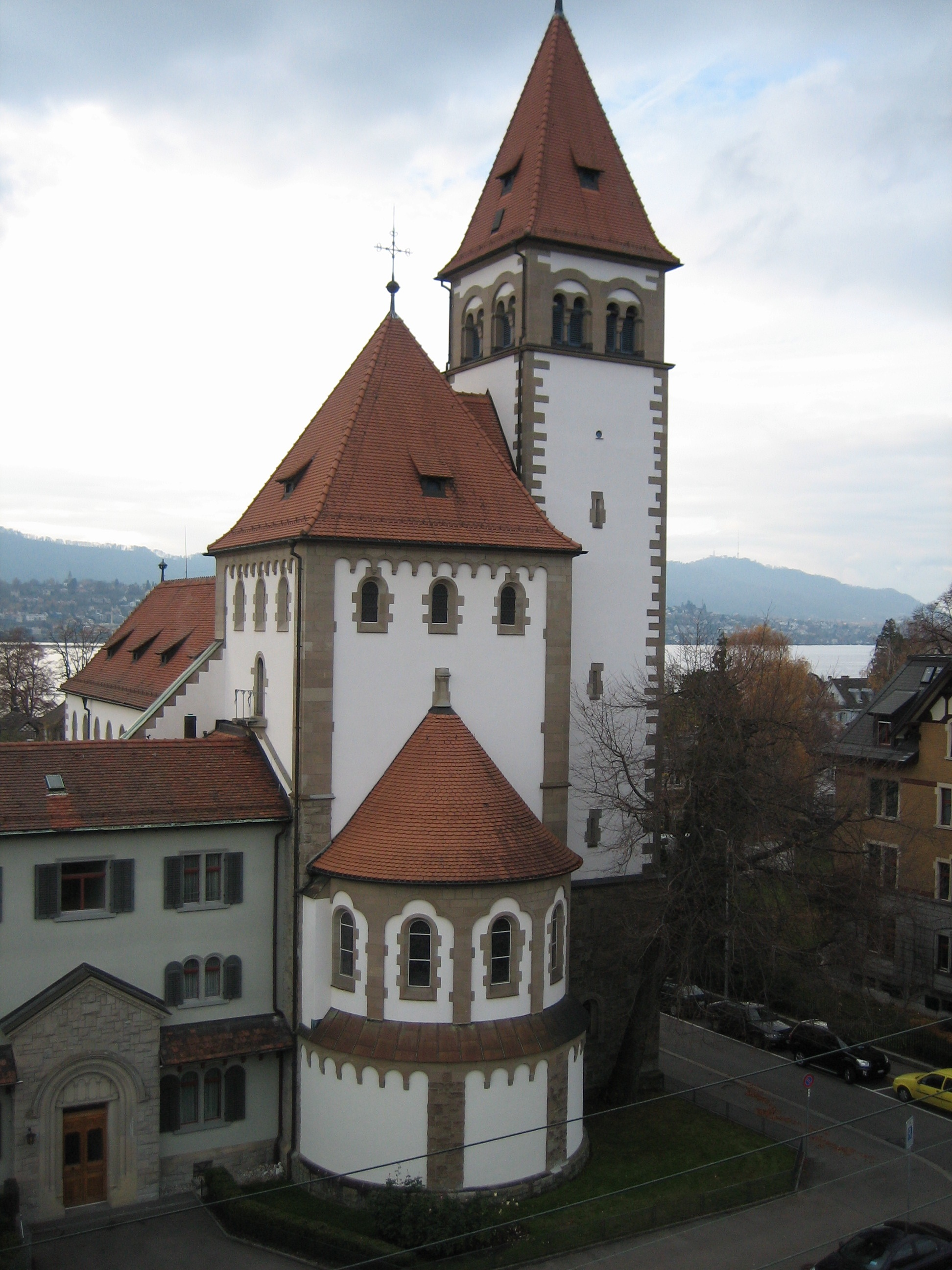
St. Georg in Küsnacht von Osten

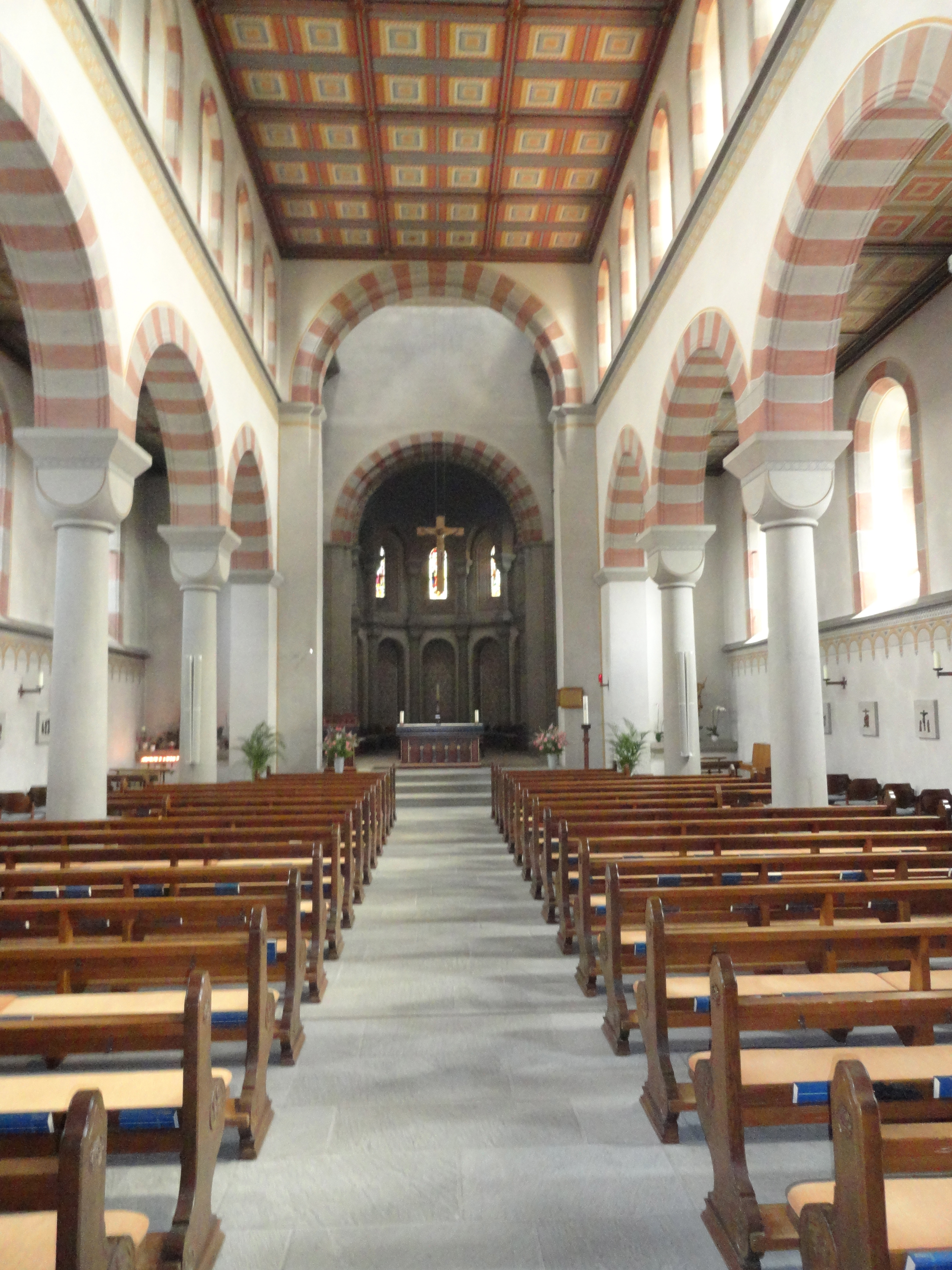
Innenraum

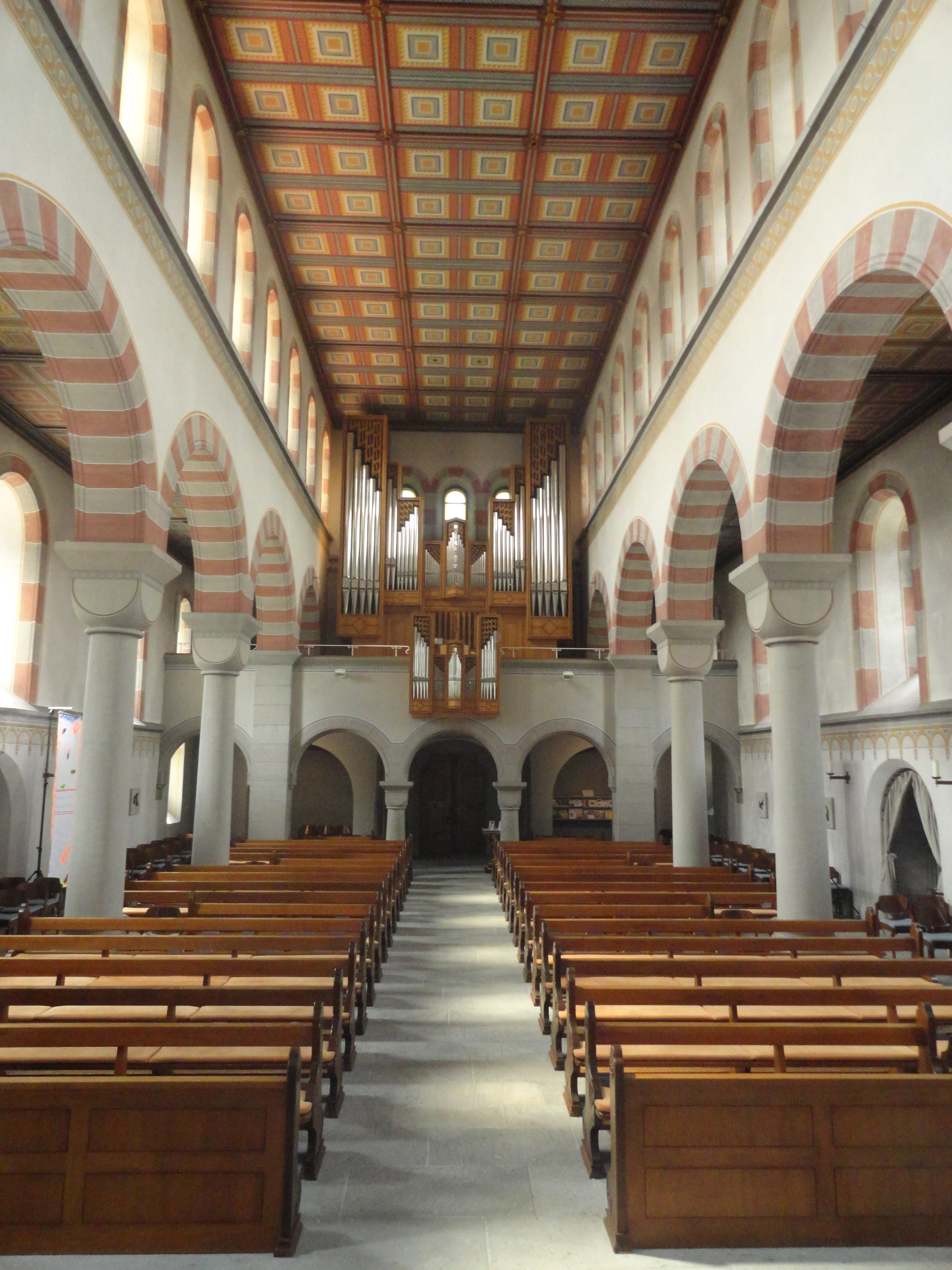
Innenraum mit Blick auf die Orgel

Die römisch-katholische Kirche St. Georg in Küsnacht ist eine neuromanische Pfarrkirche im Kanton Zürich.

## Geschichte und Patrozinum
Bereits das 1188 von Papst Clemens III. erwähnte erste Kirchengebäude in Küsnacht, die heutige Reformierte Kirche Küsnacht, war vor der Reformation dem heiligen Georg geweiht.
Dass die erste Erwähnung der Kirche in Küsnacht durch einen Papst geschah, lässt vermuten, dass es sich bereits im 12. Jahrhundert um einen grösseren Kirchenbau mit ansehnlichen Besitztümern gehandelt haben muss. Ab dem 13. Jahrhundert besassen der Marien- und Georgsaltar der Kirche eine überregionale Ausstrahlung, sodass die Stadt Zürich den Karfreitag als Prozessionsgtag zur Küsnachter Kirche festsetzte. Bis zum Verbot von Prozessionen im Jahr 1524 blieb die Küsnachter Kirche ein beliebter Wallfahrts- und Prozessionsort. Nach der Reformation in Zürich 1525 war der katholische Kult in den zürcherischen Untertanengebieten verboten.
Das Toleranzedikt von 1807 und die Niederlassungsfreiheit der Helvetischen Republik und später des Schweizerischen Bundesstaates ermöglichten es, dass Katholiken aus der Ost- und Zentralschweiz sowie aus dem benachbarten Ausland im Kanton Zürich sesshaft wurden und katholische Gottesdienste stattfinden konnten. Die Katholiken von Küsnacht wurden ab 1894 von der Liebfrauenkirche betreut, der ältesten rechtsufrigen katholischen Stadtpfarrei. 1898 wurde Küsnacht jedoch der Pfarrei St. Stephan Männedorf zugeschlagen. Am ersten Advent des gleichen Jahres fand die erste katholische Messe auf Küsnachter Boden seit der Reformation statt, und zwar im Saal des Hotels Falken an der Dorfstrasse. Ebenfalls 1898 wurde das Baugrundstück am Heslibach für die heutige Kirche St. Georg gekauft. Am 25. August 1901 wurde im Rohbau des Pfarrhauses eine erste Messe gefeiert. Anschliessend wurde mit dem Bau der Kirche St. Georg nach Plänen von Erwin Brunner und Max Meckel begonnen. Am 4. Oktober 1903 wurde die Kirche eingesegnet, Küsnacht zu einer eigenständigen Pfarrei erhoben und damit von der Mutterpfarrei St. Stephan Männedorf abgetrennt. Erst 84 Jahre später, nach einer umfassenden Sanierung, wurde die Kirche St. Georg durch den Bischof von Chur, Johannes Vonderach, im Jahr 1987 eingeweiht. Die öffentlich-rechtliche Anerkennung der katholischen Kirche im Kanton Zürich im Jahr 1963 erleichterte die finanzielle Absicherung der Kirchgemeinden. So wurde es der Pfarrei St. Georg im Jahr 1971 möglich, ein eigenes Pfarreizentrum zu eröffnen. Dieses wurde jedoch am Pfingstsamstag 1994 bei einem Grossbrand völlig zerstört. Später erfolgte ein Neubau.
Zusammen mit der Pfarrgemeinde St. Agnes in Erlenbach bildet die Gemeinde St. Georg in Küsnacht die römisch-katholische Kirchengemeinde Küsnacht-Erlenbach. Mit ihren 4'751 Mitgliedern (Stand 2021) ist sie eine der mittelgrossen katholischen Kirchgemeinden des Kantons Zürich.

## Äusseres
Der wuchtig wirkende Kirchenbau steht an der Ecke Kirchstrasse/Bahnweg unweit des Bahnhofs und erinnert mit seiner neuromanischen Formensprache an die rheinische Romanik. Die Fassaden der Basilika sind mit Rundbogenfenstern und Blendbogenfries versehen. Dominiert wird der Eindruck durch den Glockenturm mit Biforenfenstern und Zeltdach und durch den anschliessenden Vierungsturm. Zum Säulenportal an der Hauptfassade führt eine Freitreppe, darunter liegt der Zugang zur Krypta. Der Kirchturm erhielt eine erste Glocke im Jahr 1903. Es handelte sich um eine gemietete Ave-Glocke, die bis zum Jahr 1922 ihren Dienst tat. Im Jahr 1922 wurden die neuen Glocken für die Kirche in Aarau durch die Giesserei H. Rüetschi angefertigt. Es handelt sich um ein fünfstimmiges Geläut, das in der Tonfolge c, d, f, a, c erklingt. Am 6. Oktober 1922 erschallten die neuen Glocken erstmals. Das Gelöbniskreuz an der Aussenwand der Kirche im Innenhof wurde 1950 angebracht und gesegnet. Es ist das erste öffentlich stehende Kreuz seit der Reformation auf Küsnachter Boden. Das Relief an der Fassade gegenüber vom Haupteingang der Kirche zeigt den Hl. Georg.

## Innenraum
Das Hauptschiff wird durch auf Säulen mit Würfelkapitellen ruhende Arkaden von den Seitenschiffen abgetrennt. Die Vierung wird durch den hohen Vierungsturm beleuchtet. Der halbrunde Chor wird durch eine doppelte neuromanische Säulenreihe abgeschlossen. Im unteren Bereich befinden sich halbrunde Lisenen, im oberen Bereich Rundbogenfenster. Aufgrund mangelnder finanzieller Mittel war das Innere der Kirche nach der Einsegnung noch schlicht. Die eigentlichen Hochaltäre der Kirche wurden erst im Jahr 1928 eingebaut. Weitere Elemente der Innenausstattung folgten schrittweise. Nach dem Zweiten Vatikanischen Konzil in den 1960er Jahren wurde das Innere der Kirche erneut verändert und an die Vorgaben der Liturgiekonstitution angepasst. Die prägenden Malereien an den Arkaden, Fensterrahmen, Kassettendecken und am Vierungs- und Chorbogen wurden erst im Rahmen der Restauration 1986 geschaffen, verstärken aber den romanisierenden Eindruck. In der Kirche stehen Heiligenstatuen aus dem 15. bis 18. Jahrhundert.

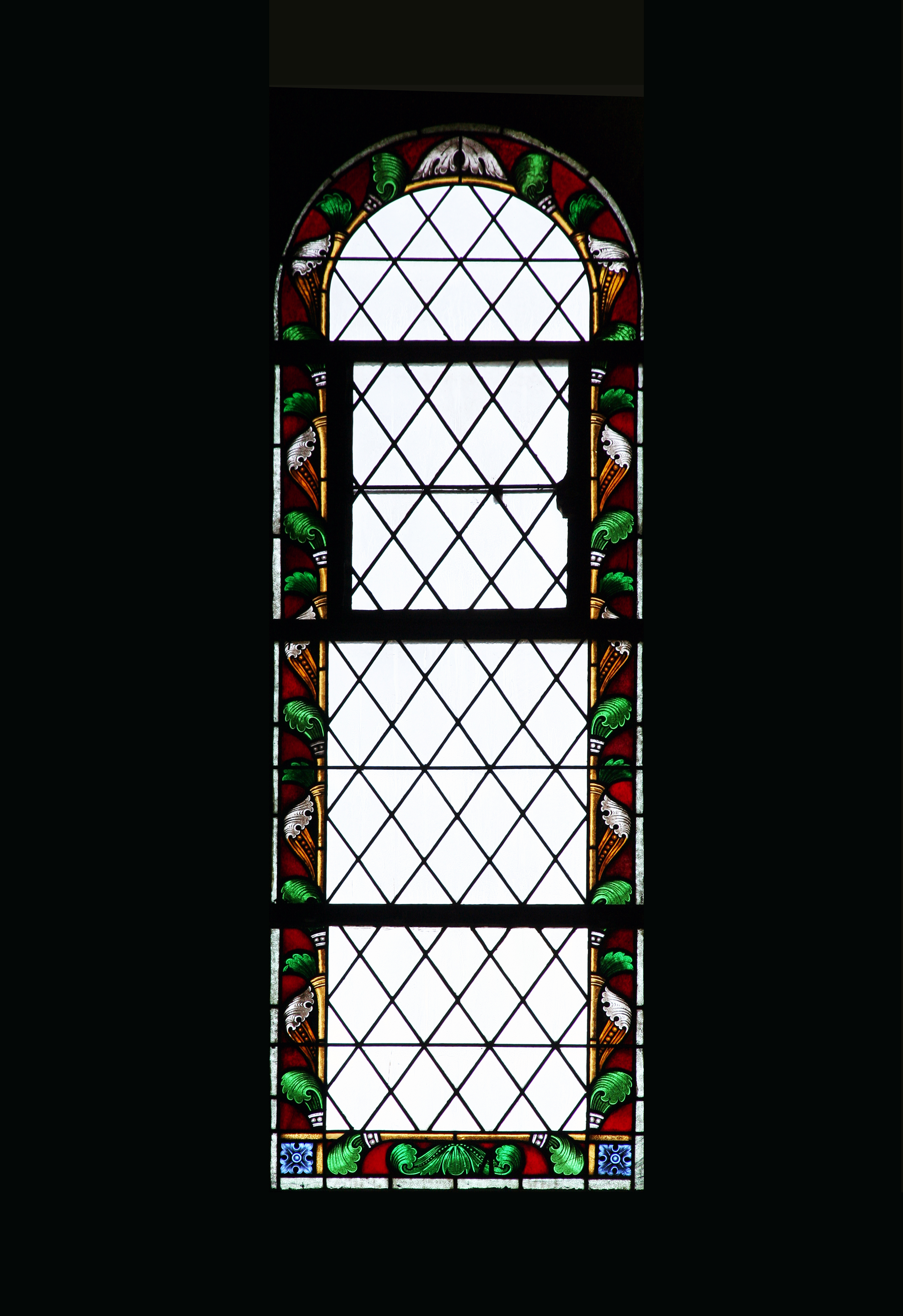
Neoromanisches Fenster
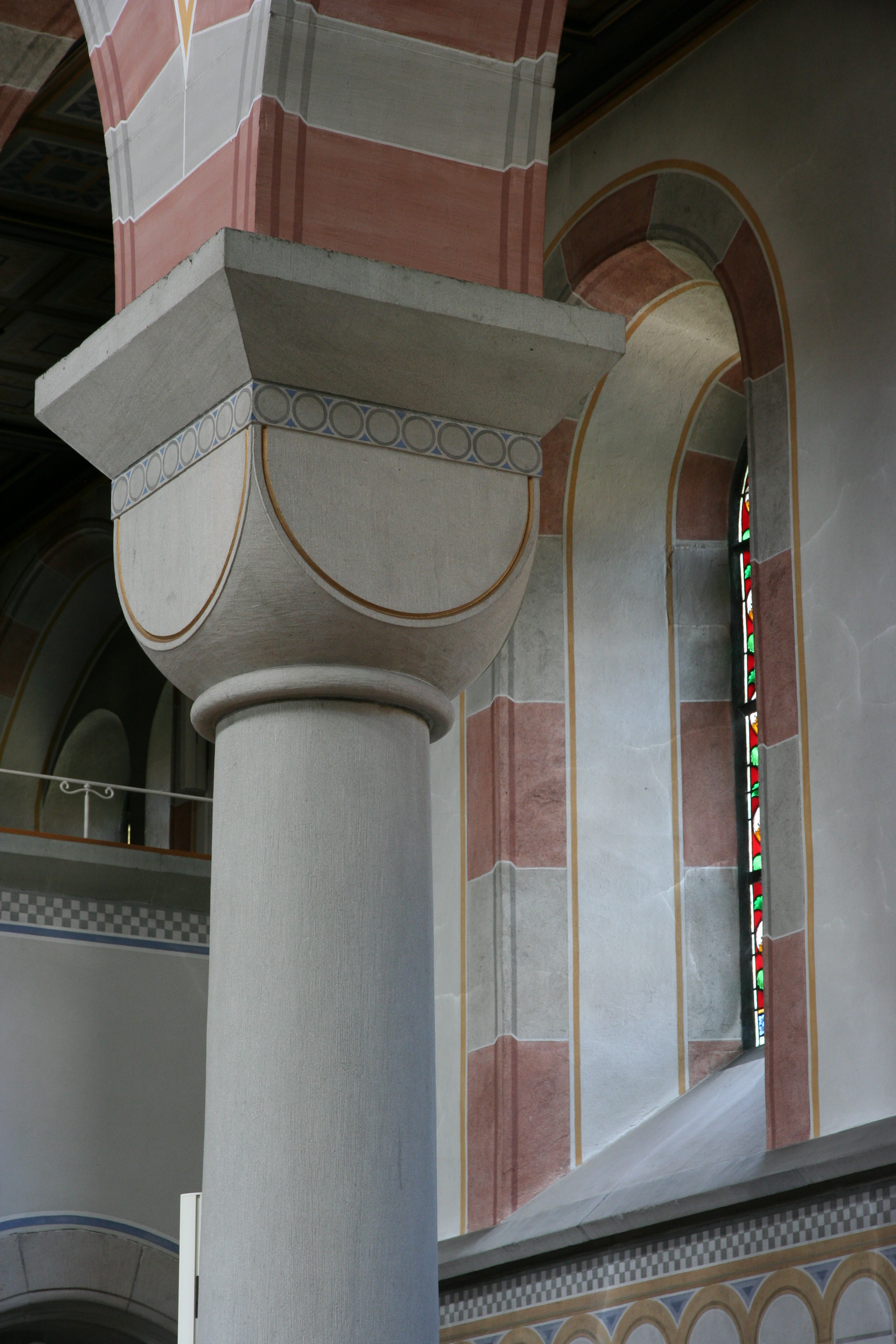
Säule mit Würfelkapitell
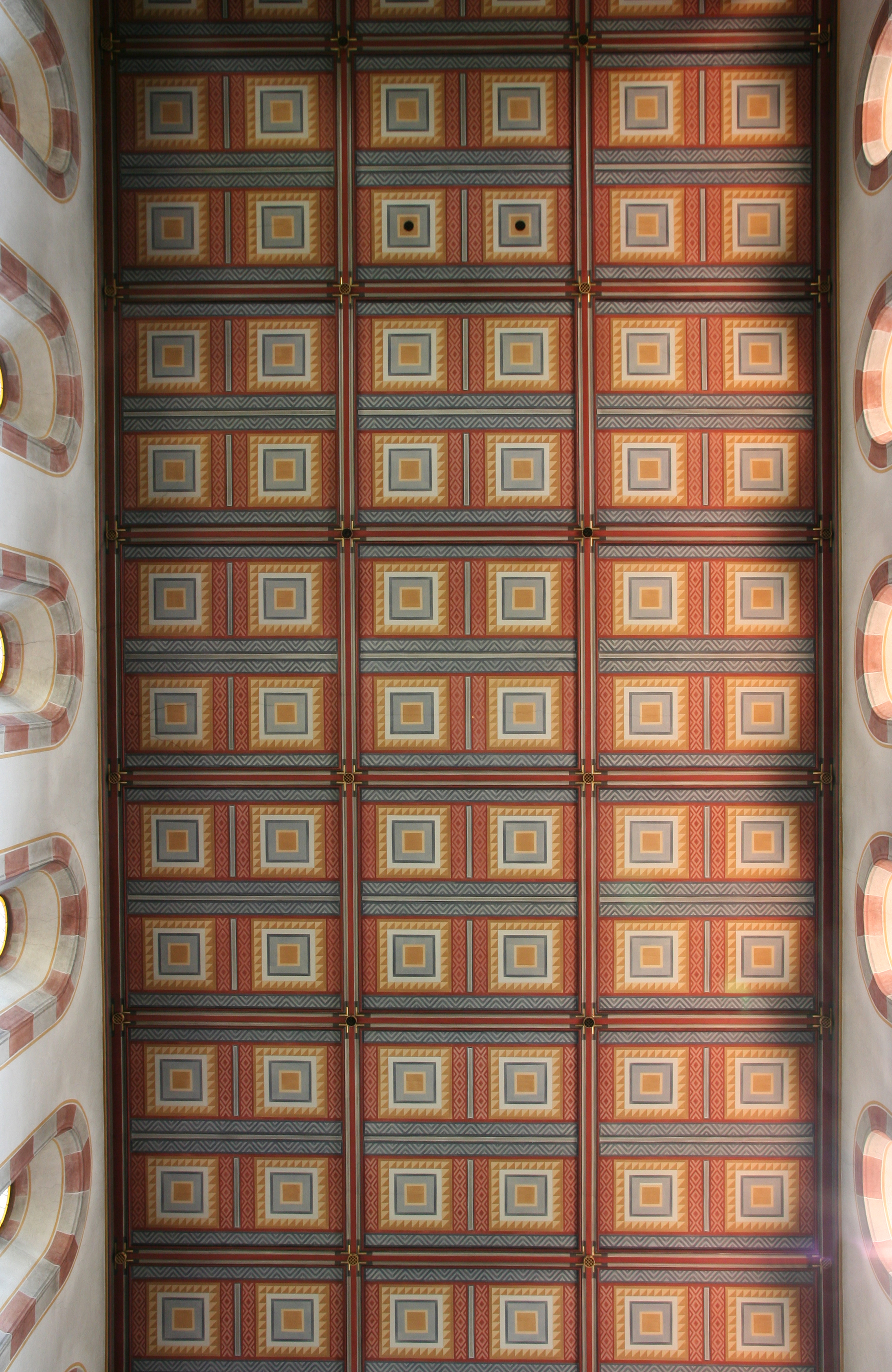
Kassettendecke
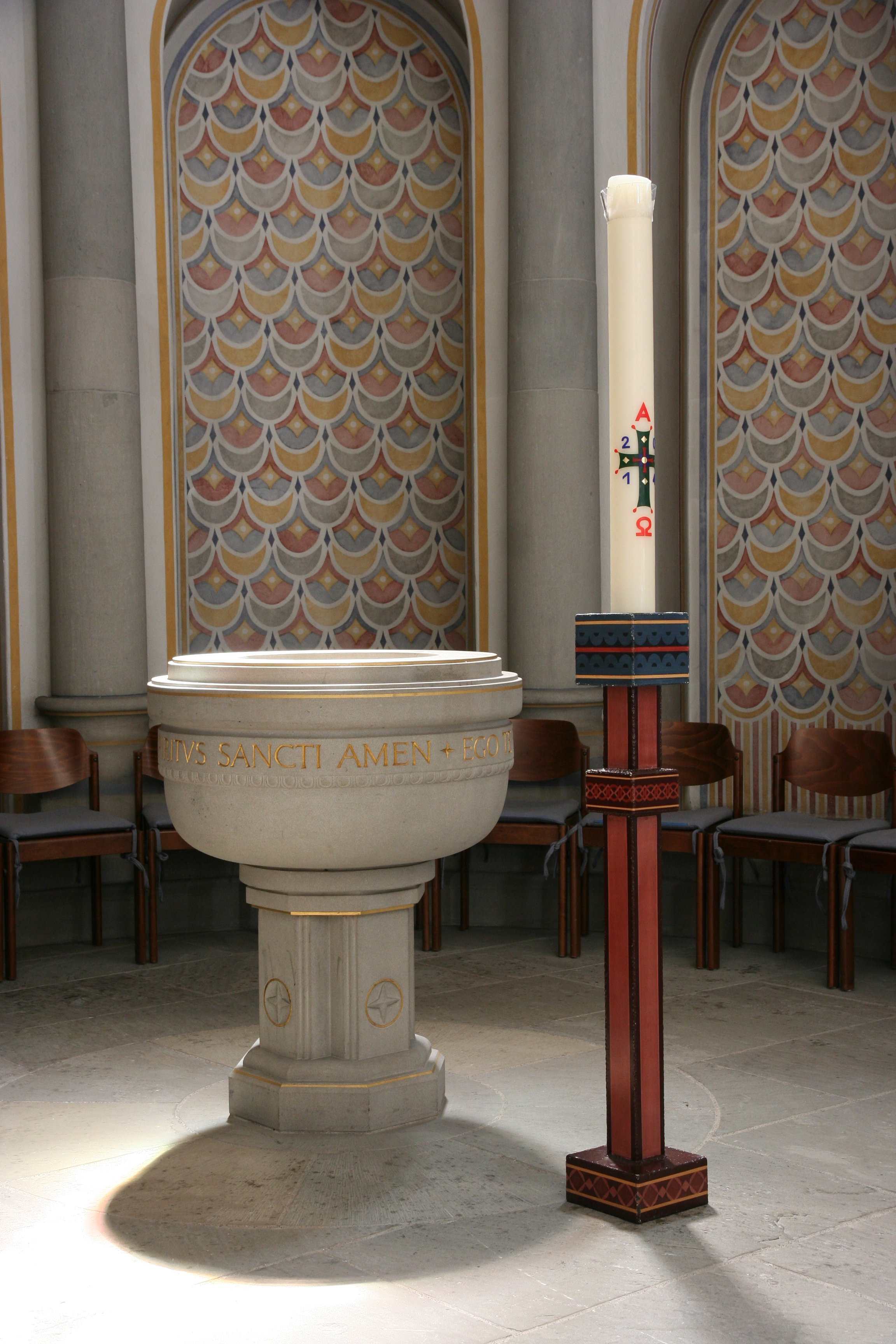
Taufbecken mit Osterkerze
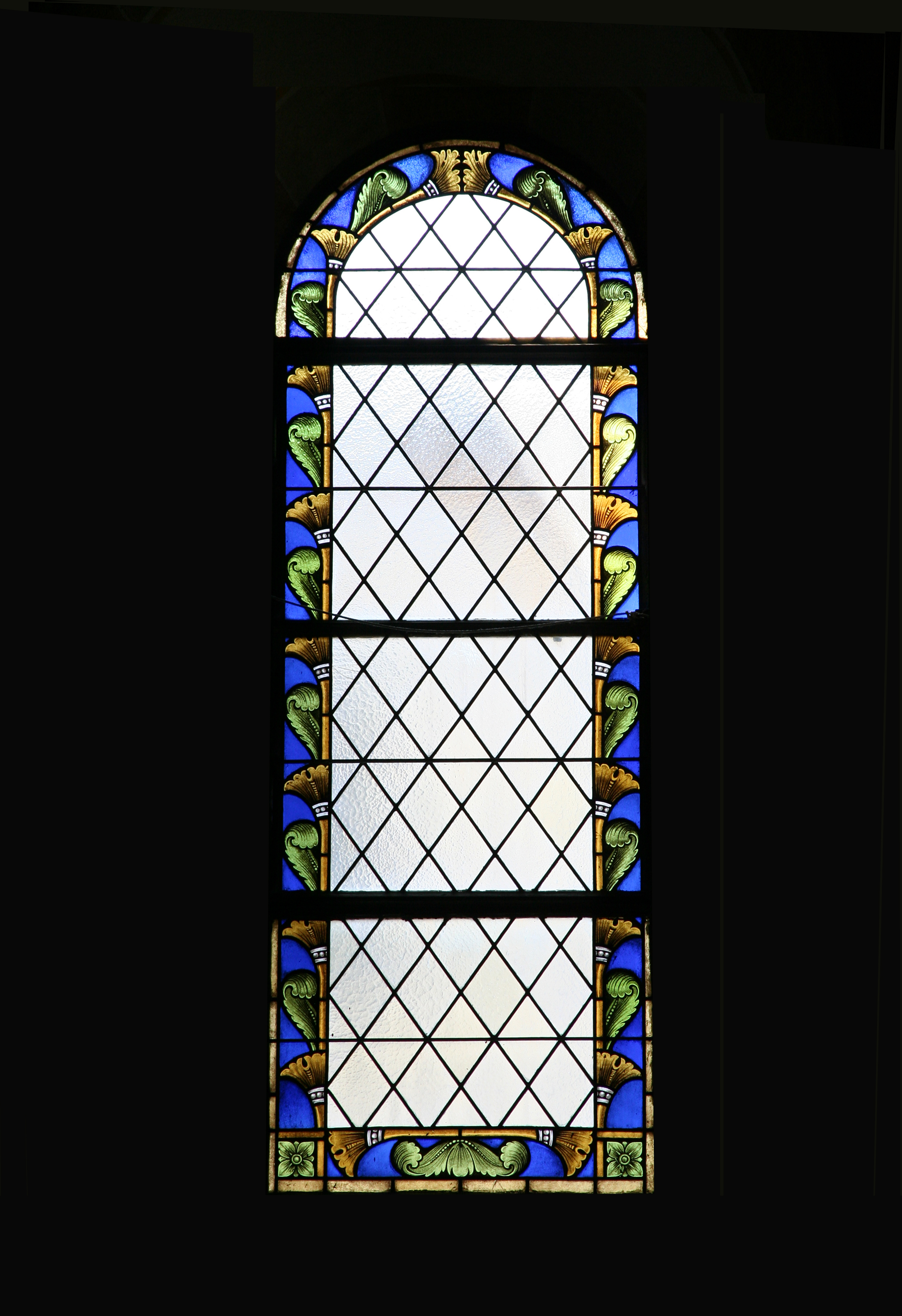

## Krypta

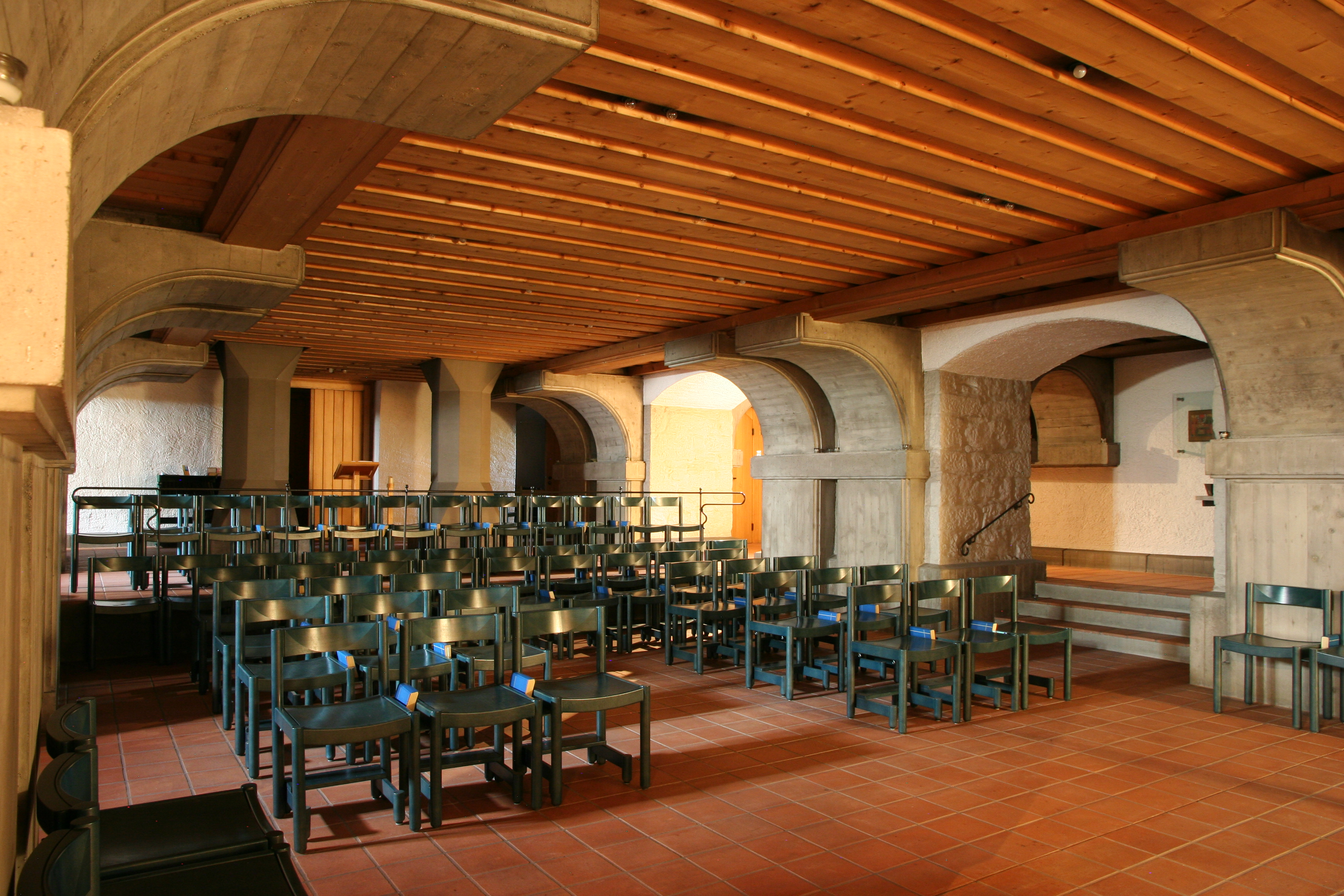
Krypta

Die Krypta unter der Kirche stammt aus dem Jahr 1986. Der Mittelteil des niedrigen Raums wurde um drei Stufen tiefer gelegt, damit eine angemessene Raumhöhe erreicht werden konnte. Betonpfeiler halten die Last des Kirchengebäudes. Die Holzverkleidungen der Decke und der Klinkerboden verleihen der Krypta einen bergenden Charakter. Die Orgel hinter dem Volksaltar wurde wie die Orgel in der Oberkirche von der Firma Graf aus Sursee gefertigt. Moderne Glasfenster runden die Gestaltung der Krypta ab.

## Orgeln

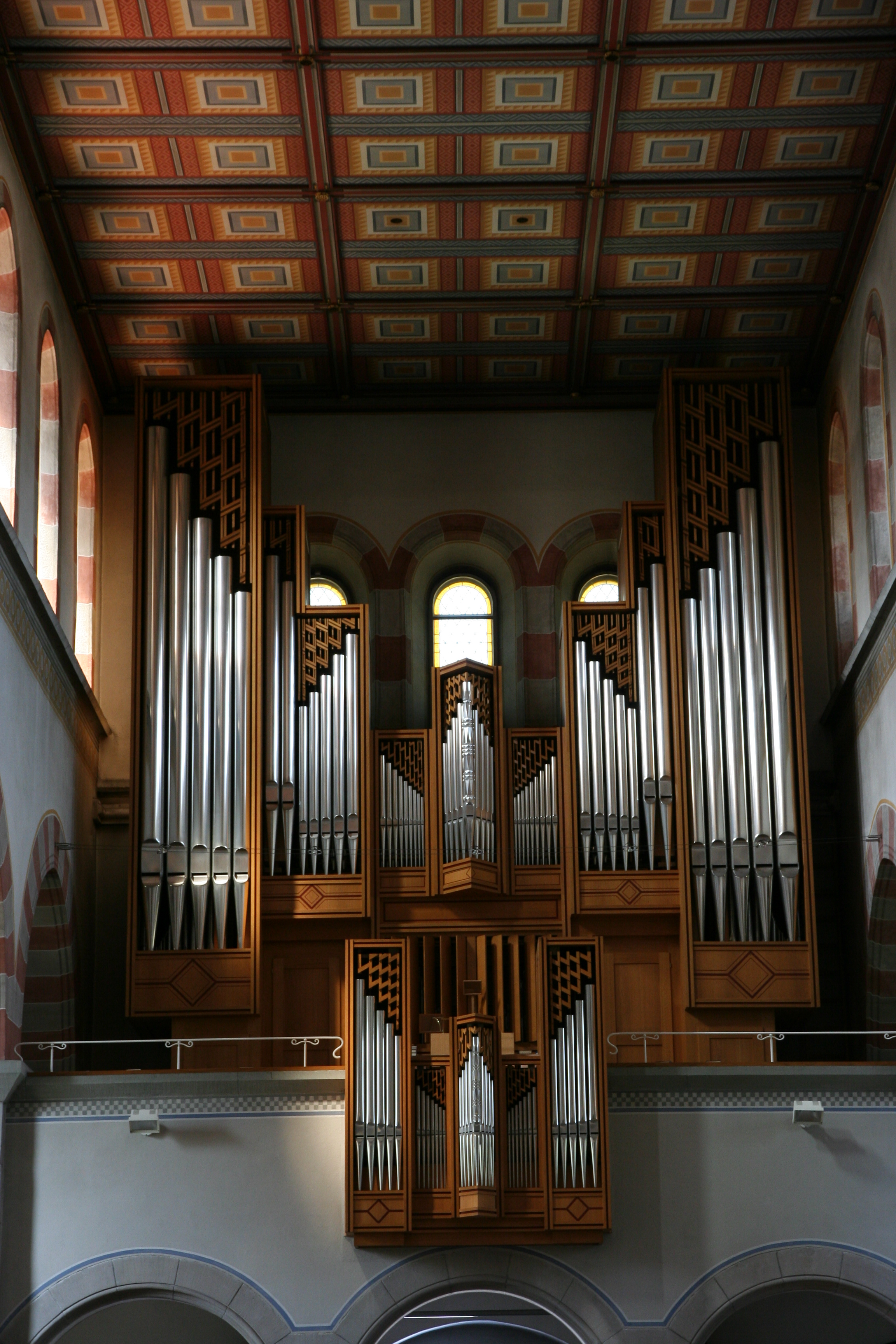
Graf-Orgel von 1977

### Hauptorgel der Oberkirche
Eine erste Orgel erhielt die Kirche am 6. Februar 1921. Dieses erste Instrument wurde im Jahr 1977 durch die heutige Orgel der Firma Graf aus Sursee ersetzt. Das Instrument hat 35 Register auf drei Manualen und Pedal. Im Jahr 2012 erfolgte durch die Firma Orgelbau Kuhn der Einbau einer Setzeranlage, des Balanciers in Haupt- und Schwellwerk sowie elektrischer Koppeln. Die Spieltraktur ist mechanisch, die Registertraktur elektrisch.
| I Rückpositiv C–g3 |             |       |
| 1.                 | Gedackt     | 8′    |
| 2.                 | Principal   | 4′    |
| 3.                 | Koppelflöte | 4′    |
| 4.                 | Octave      | 2′    |
| 5.                 | Quinte      | 1 ⁄3′ |
| 6.                 | Cimbel      | 2⁄3′  |
| 7.                 | Krummhorn   | 8′    |
|                    | Tremulant   |       |

| II Hauptwerk C-g3 |             |       |
| 8.                | Bourdon     | 16′   |
| 9.                | Principal   | 8′    |
| 10.               | Rohrflöte   | 8′    |
| 11.               | Octave      | 4′    |
| 12.               | Spitzflöte  | 4′    |
| 13.               | Quinte      | 2 ⁄3′ |
| 14.               | Superoctave | 2′    |
| 15.               | Mixtur      | 1 ⁄3′ |
| 16.               | Trompete    | 8′    |

| III Schwellwerk C–g3 |                      |        |
| 17.                  | Geigenprincipal      | 8′     |
| 18.                  | Holzgedackt          | 8′     |
| 19.                  | Gamba                | 8′     |
| 20.                  | Voix céleste (ab c1) | 8′     |
| 21.                  | Praestant            | 4′     |
| 22.                  | Rohrflöte            | 4′     |
| 23.                  | Nasat                | 2 ⁄3′  |
| 24.                  | Blockflöte           | 2′     |
| 25.                  | Terz                 | 1 3⁄5′ |
| 26.                  | Oboe                 | 8′     |
| 27.                  | Schalmey             | 4′     |
|                      | Tremulant            |        |

| Pedal C–f1 |                 |       |
| 28.        | Principal       | 16′   |
| 29.        | Subbass         | 16′   |
| 30.        | Octave          | 8′    |
| 31.        | Spielpfeife     | 8′    |
| 32.        | Octave          | 4′    |
| 33.        | Rauschpfeife IV | 2 ⁄3′ |
| 34.        | Posaune         | 16′   |
| 35.        | Zinke           | 8′    |

- Die Setzeranlage umfasst einen freien Block, 3 Blöcke mit Schlüsselschalter und 10 mit Codezahlen geschützte Blöcke à je 1'000 Kombinationen.
- Registercrescendo-Tritt mit vier programmierbaren Registercrescendi mit je 20 Stufen
- Schwelltritt
- elektrische Koppeln als Registerwippen und als Pistons: III/II Sub, III/I Sub, III/I, III/II, I/II (mechanisch), III/P, II/P, I/P; Taste K = Koppel III/II mechanisch
- zusätzliche Pistons: Sequenzer vor, Crescendo an, Sequenzer vor, Crescendo 1-4, Sequenzer zurück

### Chororgel
Im Chor der Oberkirche befindet sich eine Continuo-Orgel, welche als Continuo-Instrument bei Orchestermessen verwendet wird, aber auch zur musikalischen Gestaltung von kleineren Andachten und Taufen dient. Erbaut wurde das Instrument von Henk Klop, Garderen, Holland, im Jahre 2001. Durch die Verschiebung des Manuales transponiert die Orgel auf 415 Hz, 440 Hz und 466 Hz.
Disposition der Continuo-Orgel:
| Manual         |       |
| Gedackt        | 8′    |
| Rohrflöte      | 4′    |
| Oktave         | 2′    |
| Quinte (ab c1) | 2 ⁄3′ |

### Orgel der Krypta

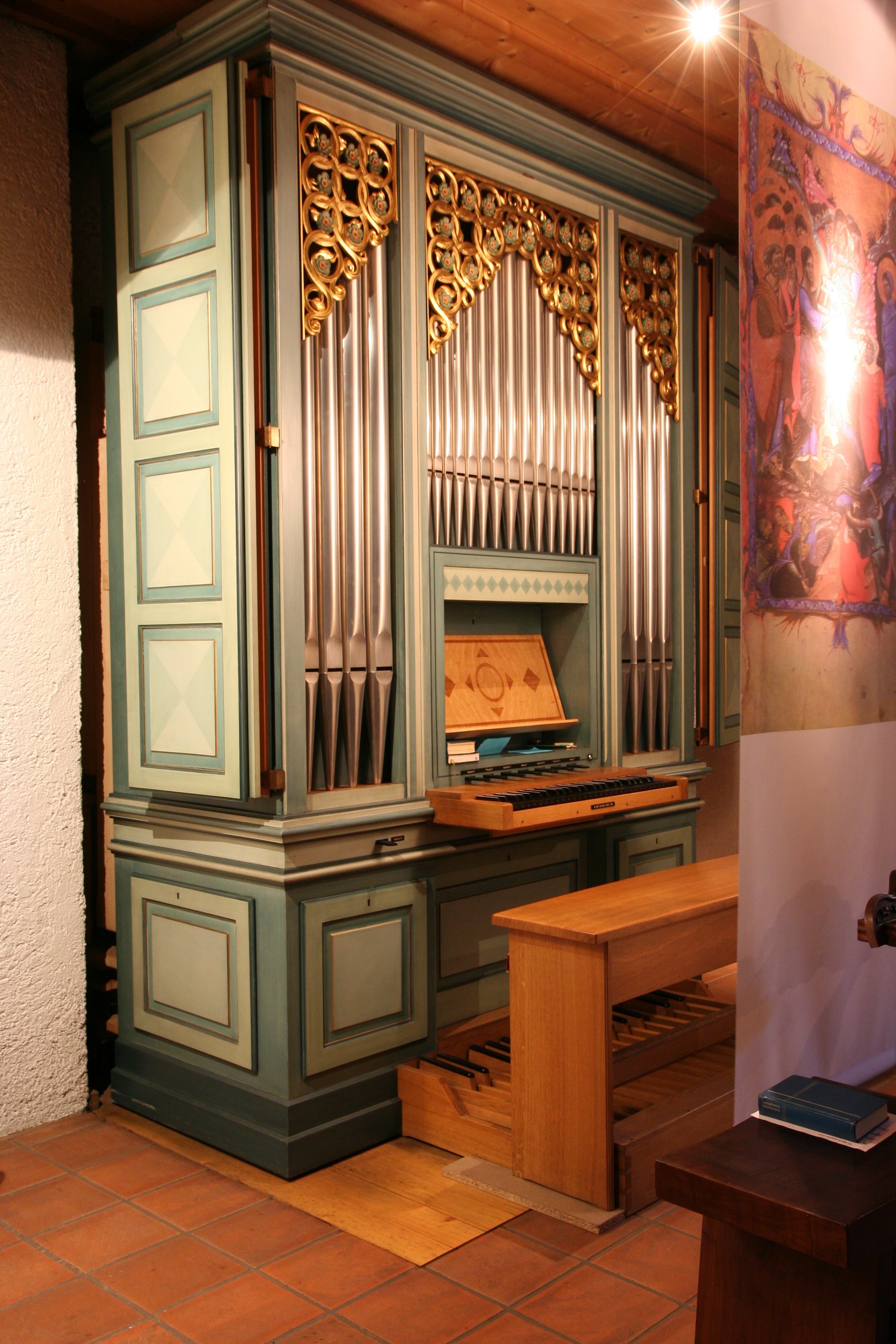
Graf-Orgel in der Krypta von 1986

Die Firma W. Graf, Sursee erstellte für die Krypta 1986 ein einmanualiges Instrument mit angehängtem Pedal, welches im Jahr 2022 erweitert wurde.
Disposition der Graf-Orgel:
| Manual C–f3            |       |
| Gedackt                | 8′    |
| Gambe                  | 8′    |
| Prinzipal              | 4′    |
| Rohrflöte              | 4′    |
| Nasat discant (ab cs1) | 2 ⁄3′ |
| Oktave                 | 2′    |
| Basson bass            | 8′    |

| Pedal C–f1 |     |
| Subbass    | 16′ |